# Inis Oírr
Inis Oírr [ˌɪnʲɪʃ ˈiːɾʲ] (anglisiert Inisheer) ist eine Insel an der Westküste des County Galway in Irland. Der englische Name ist eine lautliche Nachbildung des irischen Namens. Daneben existieren zwei weitere irischsprachige Bezeichnungen für die Insel, Inis Thiar bzw. Inis Oirthir. Inis Oírr ist allerdings seit 2004 aufgrund einer Gesetzesänderung der einzige offizielle Name. Als Teil der Aran-Inseln ist Inis Oírr die kleinste bewohnte und östlichste Insel der Gruppe.

## Geographie
Die Fläche der Insel umfasst rund zehn Quadratkilometer, die Küste des County Clare ist etwa acht Kilometer entfernt. Die meisten der 247 Bewohner (Stand 2006) leben im nördlichen Teil der Insel, wo sich auch der Hafen und der Flugplatz befinden. Ebenfalls im Norden befindet sich eine Burg der O’Briens aus dem 14. Jahrhundert. Sie steht auf einem Hügel und wird von den Resten des Ringforts Dún Formna umgeben. Zwischen der Burg und dem Flughafen befindet sich eine kleine Kirchenruine, Teampall Chaomháin. Sie ist dem Heiligen Kevin von Glendalough geweiht und jedes Jahr am 13. Juli Ziel einer Wallfahrt. Die Kirche muss dann jeweils vom Treibsand befreit werden, der sich in ihr gesammelt hat. Die Ruinen anderer Kirchen finden sich über die Insel verteilt. Im Süden der Insel steht ein Leuchtturm, der für Besucher unzugänglich ist. Im Osten der Insel befindet sich das Wrack des 1960 aufgelaufenen Frachters MV Plassy. Die Inselbewohner konnten damals sämtliche Besatzungsmitglieder des verunglückten Schiffes retten.

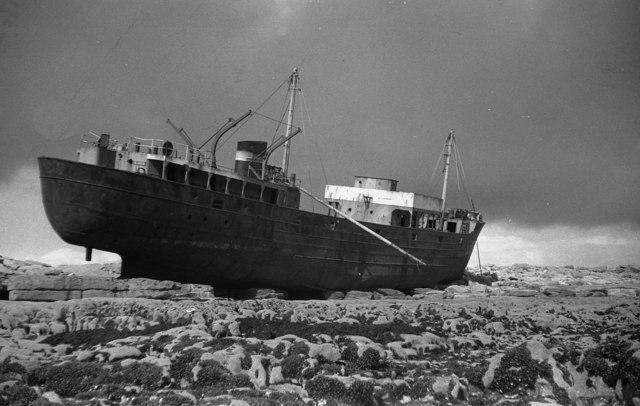
Wrack der MV Plassy

Inis Oírr liegt in einer Gaeltacht-Region, das heißt die irische Sprache ist die Hauptsprache der Insulaner.
Zu erreichen ist Inis Oírr über Fährverbindungen von Rossaveal und Doolin aus sowie von den anderen Aran-Inseln.
Wirtschaftlich spielt der Tourismus eine große Rolle. Die Insel ist auch bei Schülern beliebt, um die irische Sprache zu erlernen.
Die Insel weist fünf Dörfer auf:
- Baile Thiar (West Village)
- Baile an Lurgáin (Lurgan Village)
- Baile an tSéipéil (Chapel Village)
- Baile an Chaisleáin (Castle Village)
- Baile an Fhormna (Formna Village)

Hauptort der Insel ist Baile an Lurgáin.

## National Monuments

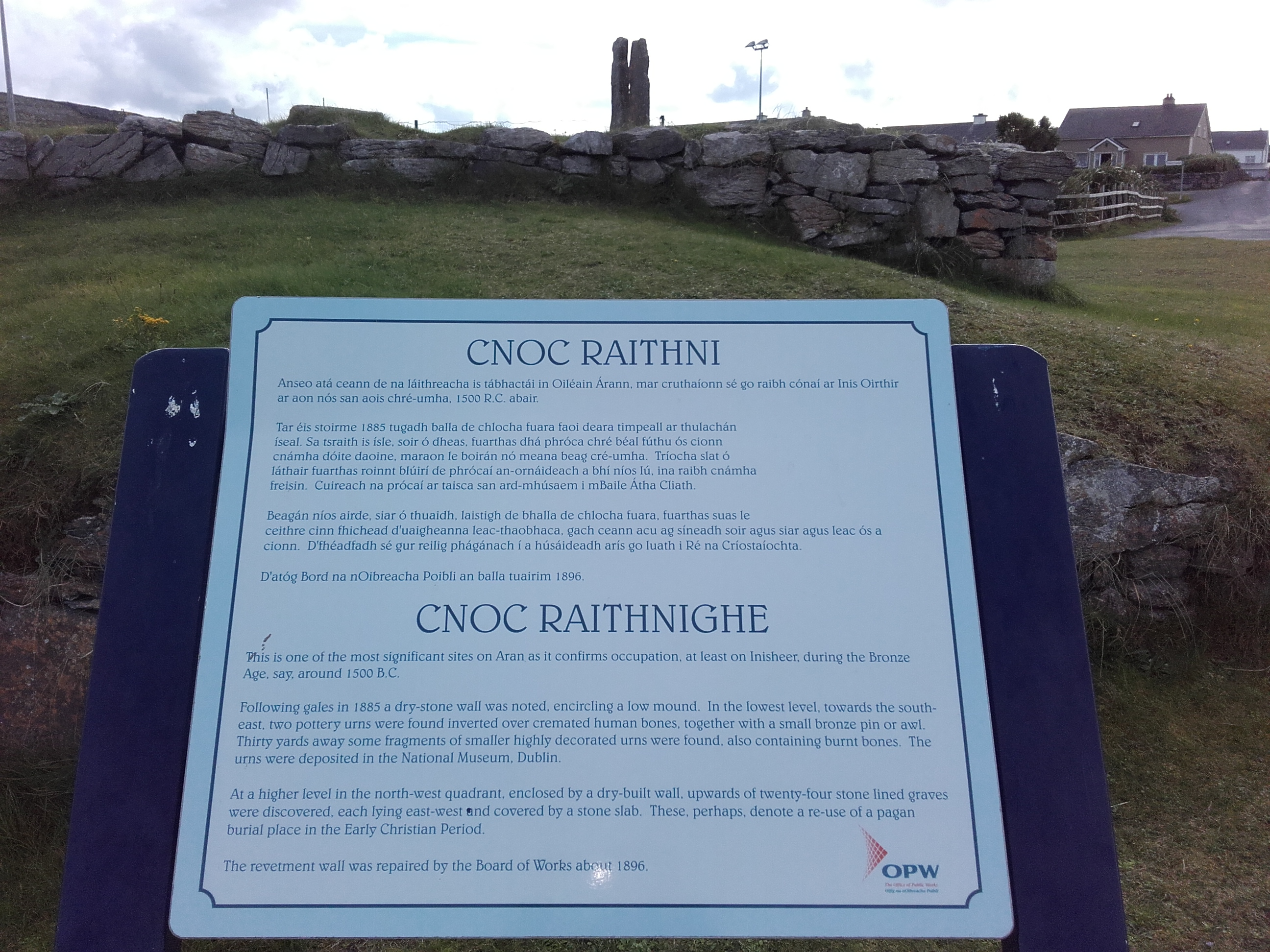
Cnoc Raithní

- Cill na Seacht nIníon (Grave of the Seven Daughters)
- Dún an Chreagáin Chaoil (Greggankeel Fort)
- Dún Formna mit Caisleán Uí Bhriain (O’Brien’s Castle)
- Cill Ghobnait (Saint Gobnet’s church/Kilgobnet Church)
- Cnoc Raithní (Knockgrannary)
- Teampall Chaomháin (St Cavan’s Church)

## Kultur / in den Medien
In der Anfangssequenz der irischen comedy-Serie Father Ted wurde das Wrack der Plassey prominent dargestellt. Inisheer wird im Song The Return of Pan der Band The Waterboys erwähnt. Inisheer ist auch der Titel eines Slow air, den Thomas P. Walsh aus Dublin in den 1970er Jahren nach einer Reise auf die Insel geschrieben hat.

## Bilder

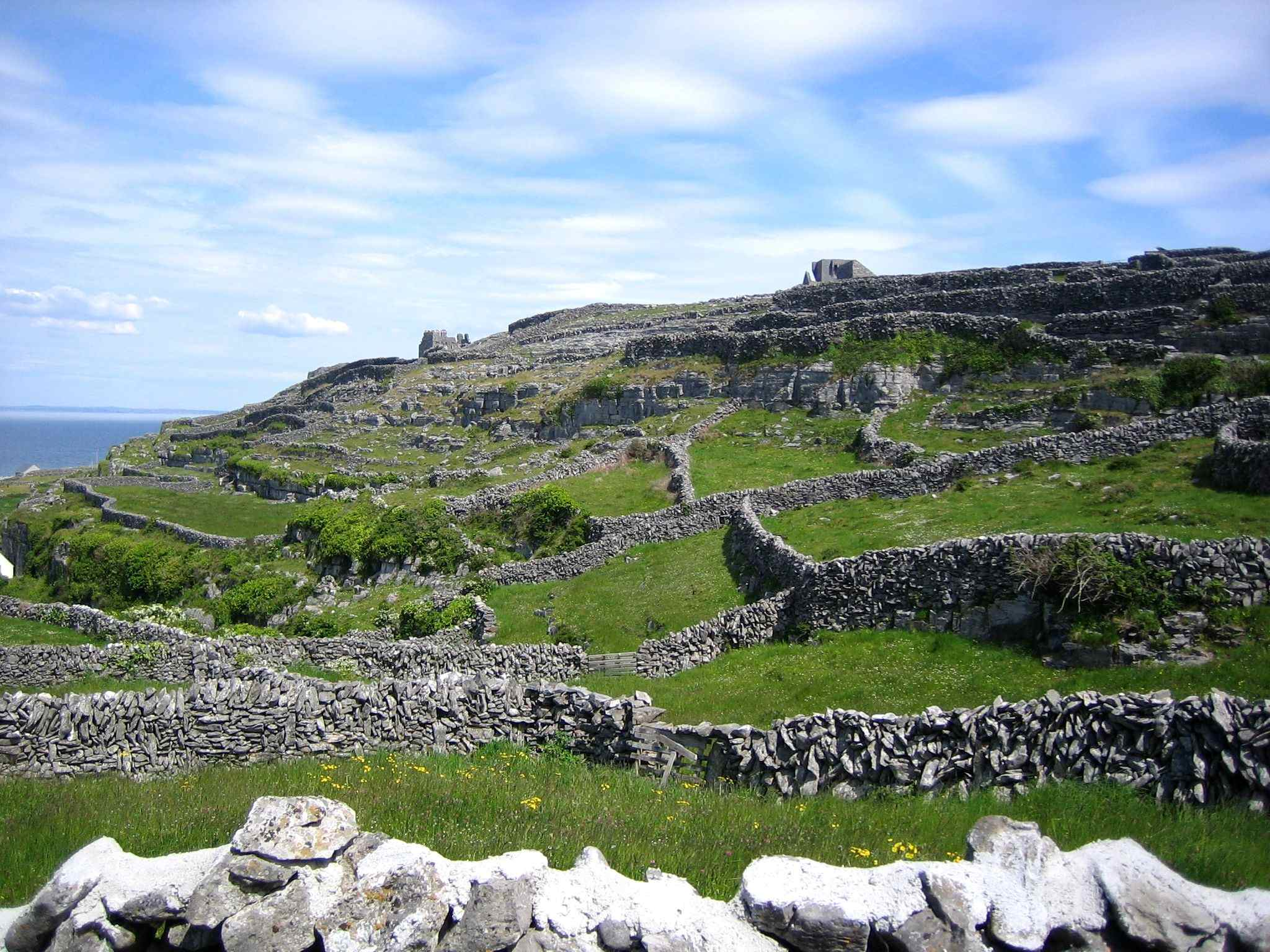
Blick auf O'Briens Castle
Tempall Chaomháin
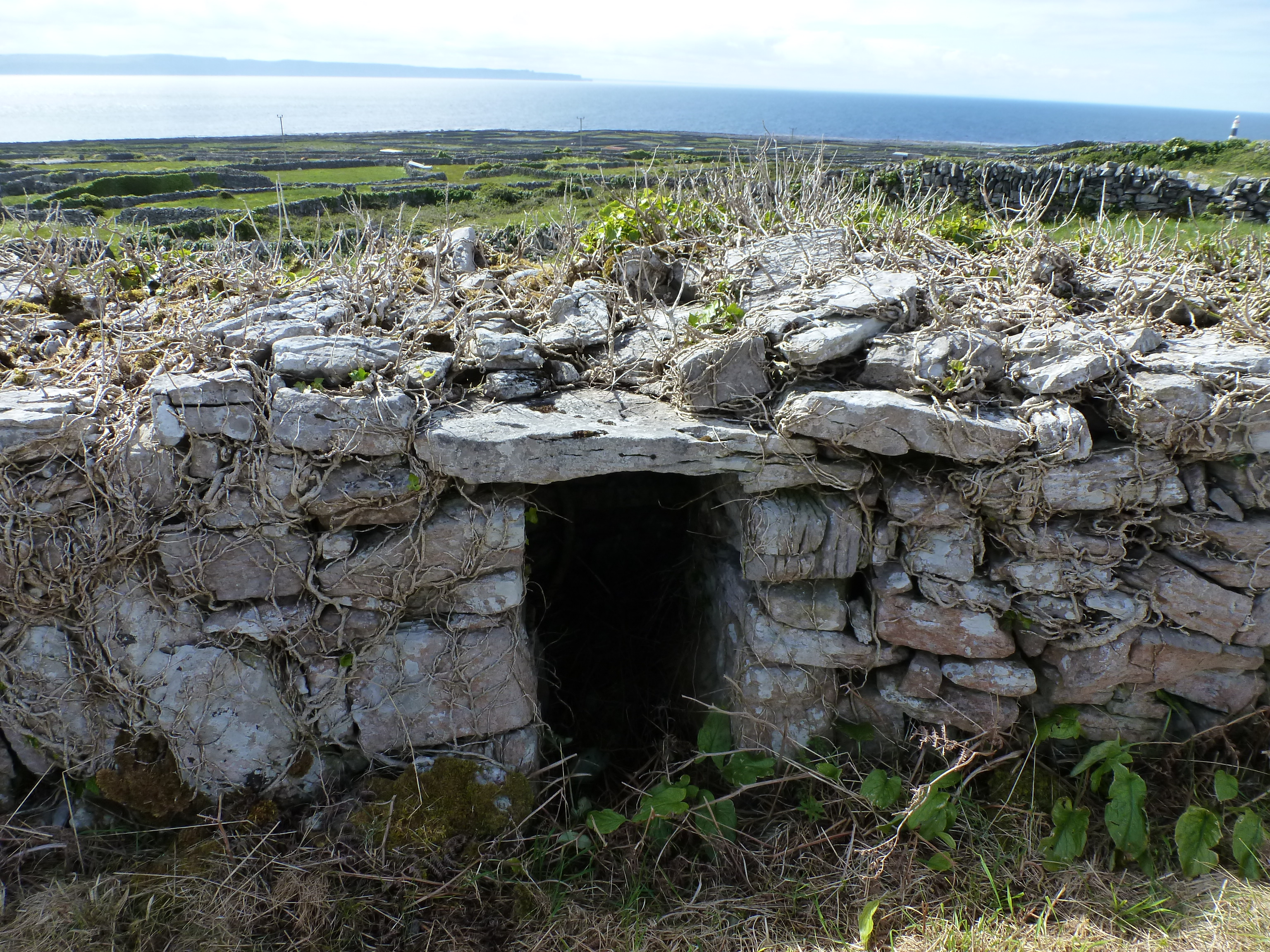
Grave of the Seven Daughters
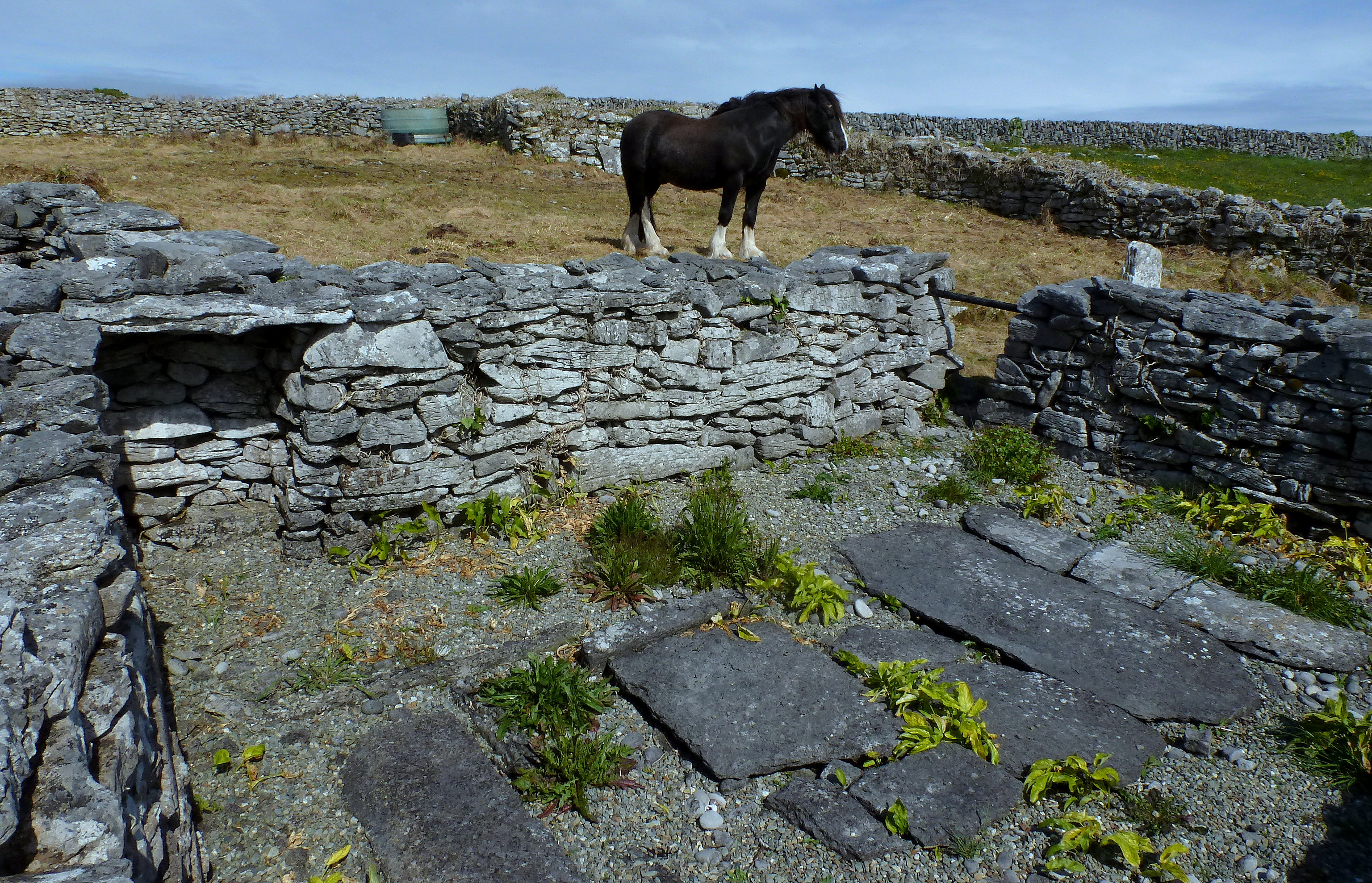
Grave of the Seven Daughters
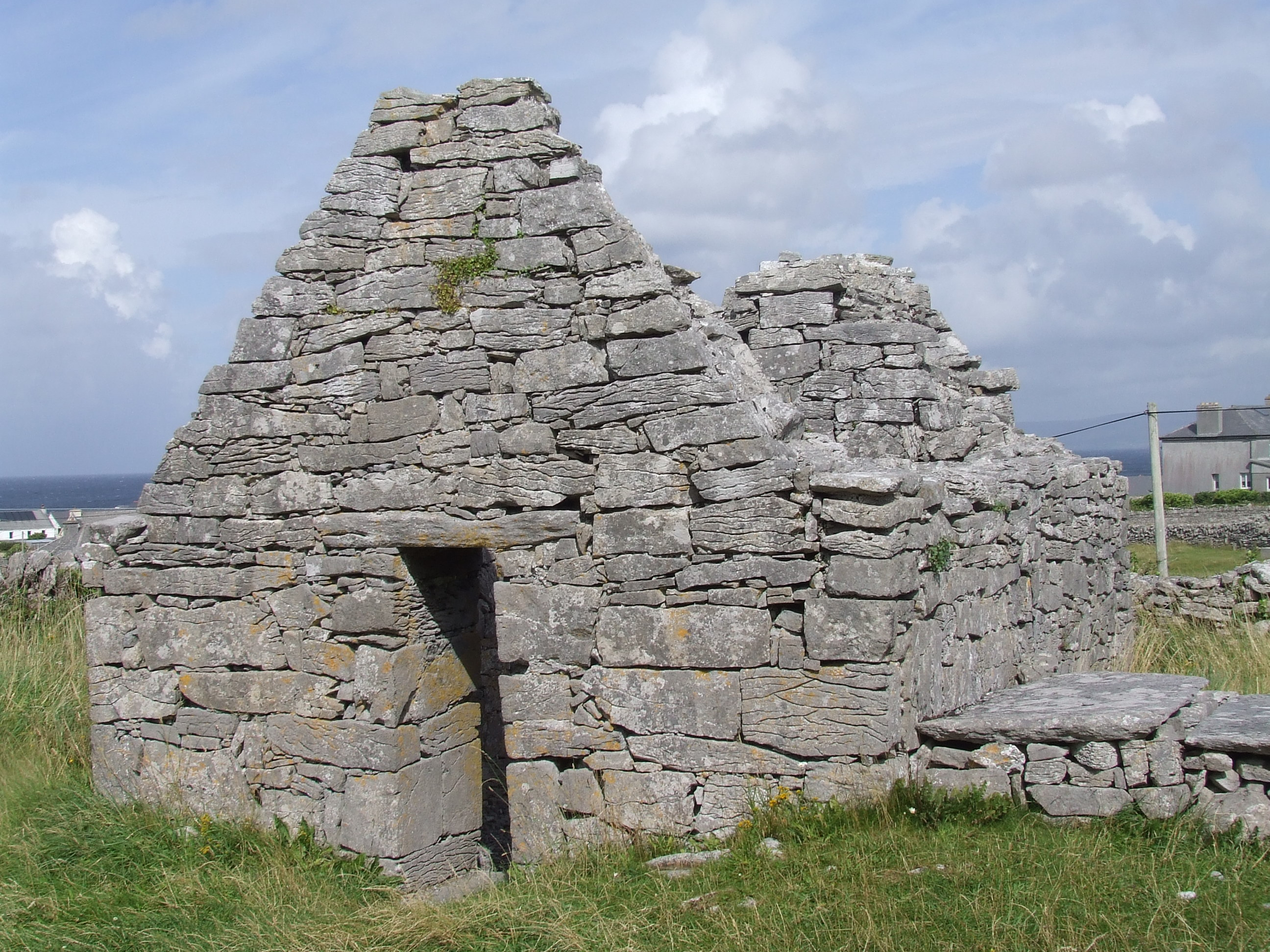
St. Gobnait's Church, oder Cill Ghobnait
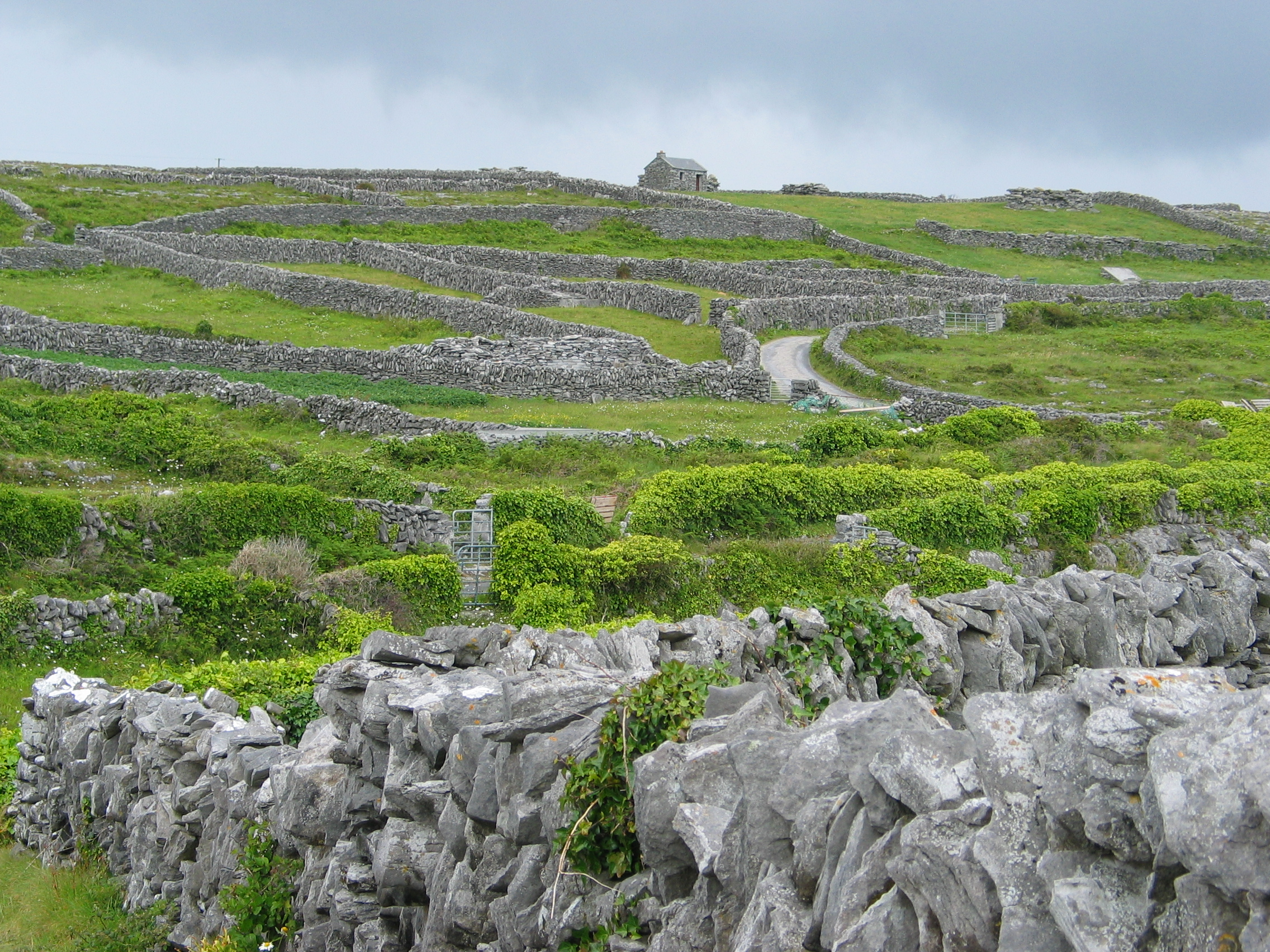
Typische Steinmauern auf Inisheer
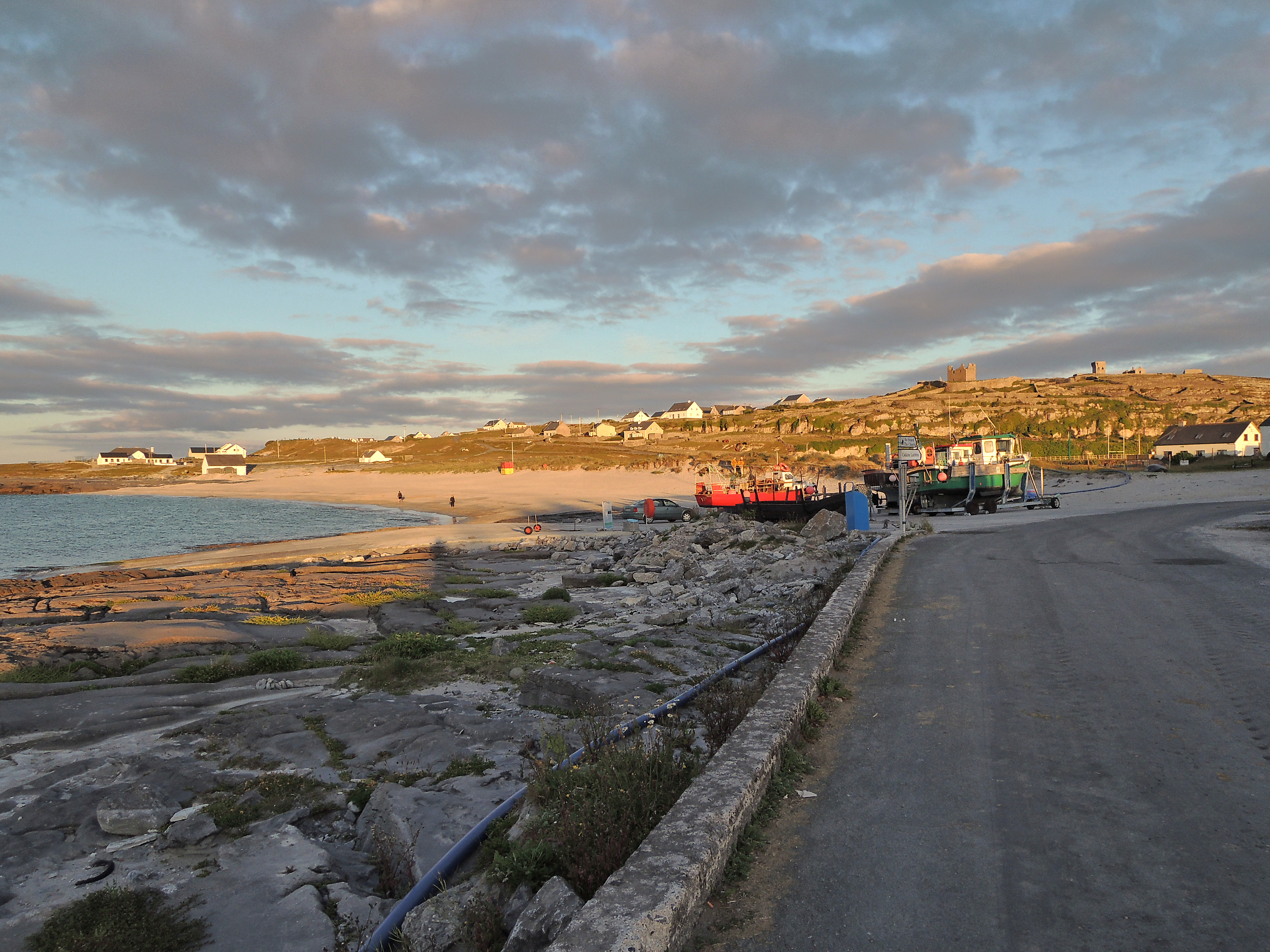
Auf dem Weg vom Fähranleger Richtung Strand / O'Brien's Castle
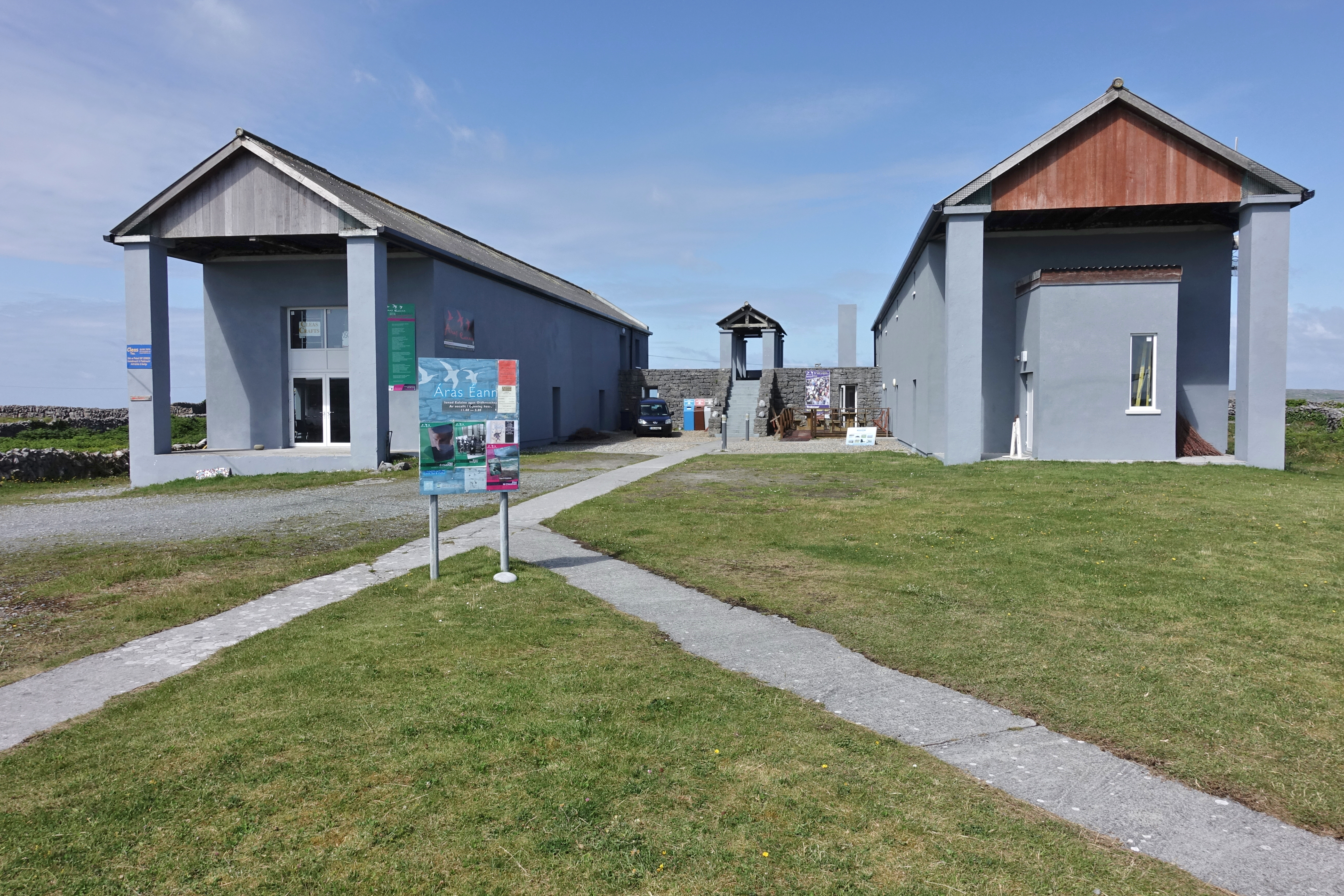
Áras Éanna, Kunst und Kulturzentrum
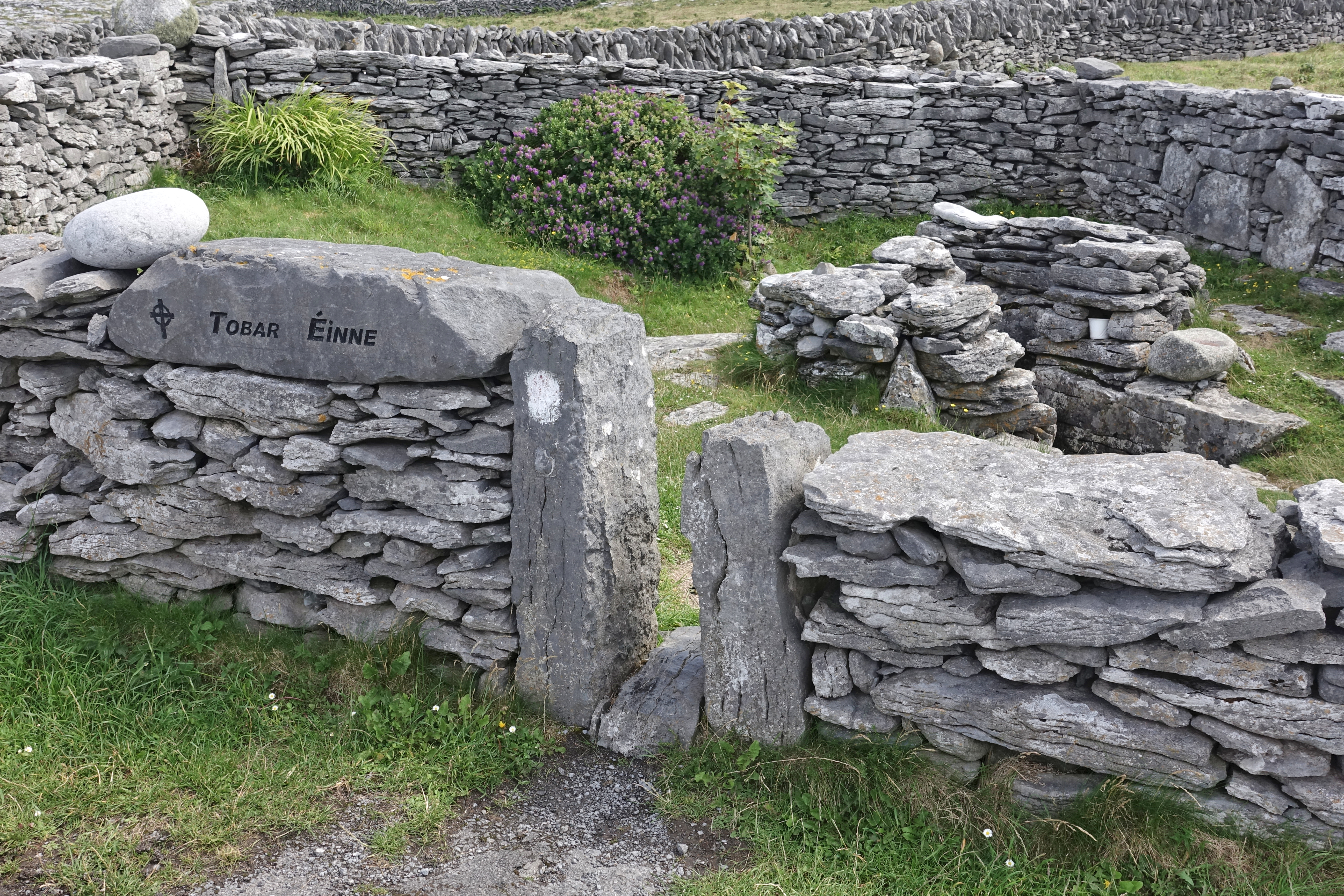
Tobar Éinne (Tobar Éanna), heilige Quelle des Sankt Enda auf Inis Oirr
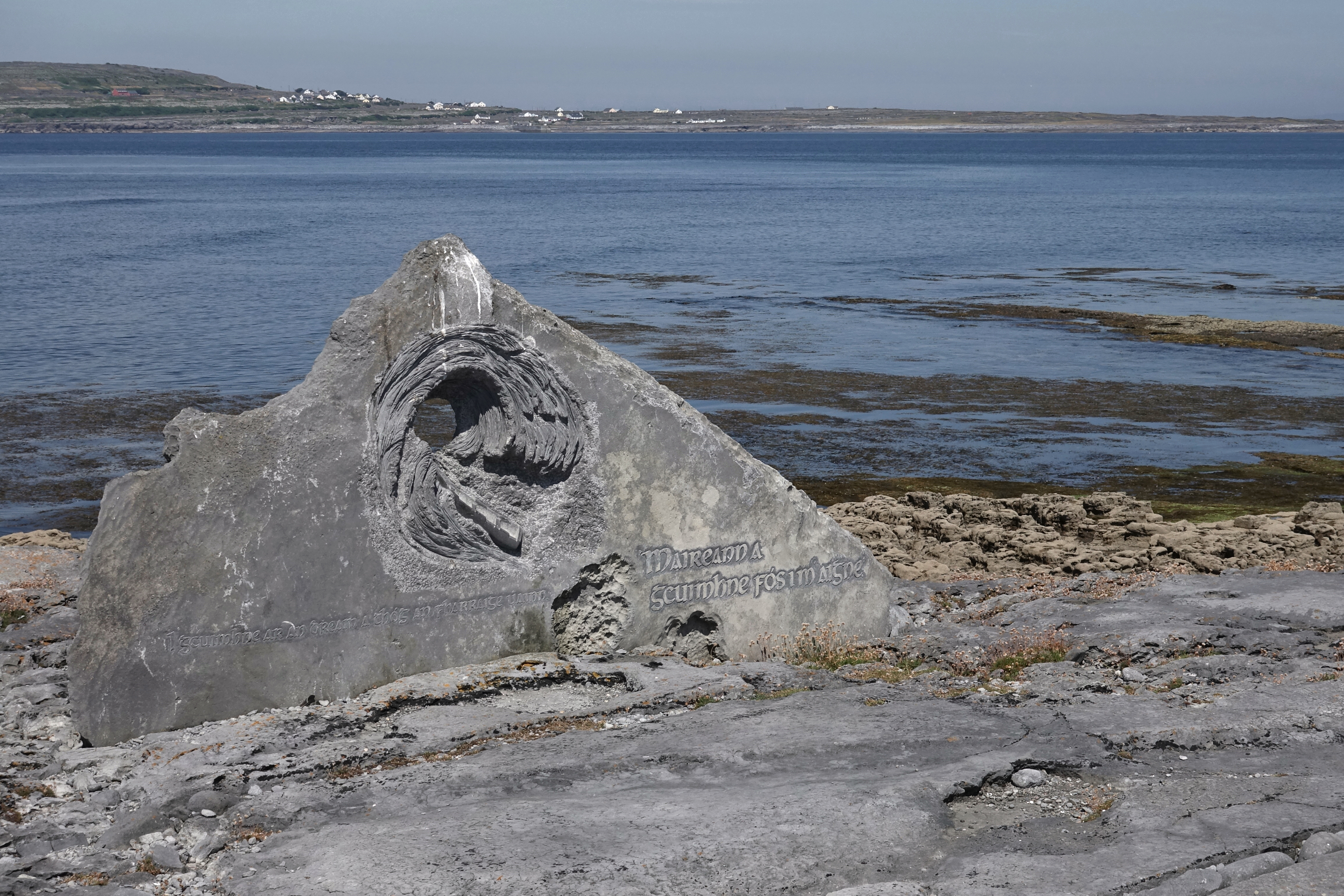
Maireanna Scuimhne Fosimaisne Memorial